# Литовский поход Михаила Всеволодовича
Литовский поход Михаила Всеволодовича — масштабная военная акция черниговского князя Михаила Всеволодовича с привлечением галицких сил, практически совпавшая по времени с отвоеванием владимирским князем Ярославом Всеволодовичем Смоленска у ВКЛ, а также с вторичным разорением монголами мордовских земель и Рязани, разорением Мурома и Городца.

## История
В начале марта 1238 года владимирское войско было уничтожено монголами на р. Сити, и в том же году умер смоленский князь Святослав Мстиславич. Литовцы воспользовались обстановкой и захватили Смоленск. Узнав об этом, Ярослав собрал имеющиеся силы и отбил город, посадив на княжение Всеволода Мстиславича, что обычно датируется уже 1239 годом, однако, последовавшее за этим бракосочетание Александра Ярославича с Александрой Брячиславовной полоцкой датируется 1238 годом.
Также в конце 1238 года (или начале 1239 года) по инициативе Михаила черниговского был проведён поход на Великое Княжество Литовское с юга. В нём участвовали галицкие войска с 12-летним Ростиславом Михайловичем, а также черниговские войска. На последнее указывает то, что Войтович Л. В. связывают с этим походом гибель двух чернигово-северских князей: сына Романа Игоревича Михаила и внука Владимира Игоревича Святослава Всеволодовича. О других подробностях похода неизвестно.
Воспользовавшись уходом галицких бояр, Даниил Романович Волынский смог окончательно завладеть Галичем, а вернувшийся из похода Ростислав уехал в Венгрию.